# Гусев, Андрей Валерьевич
Андре́й Вале́рьевич Гу́сев (укр. Андрій Валерійович Гусєв; 24 ноября 1980 — 3 июня 2023, Харьковская область) — украинский военнослужащий, подполковник, участник российско-украинской войны. Герой Украины (23 августа 2024, посмертно).

## Биография
Родился 24 ноября 1980 года. Высшее образование получил в Днепровском национальном университете имени Олеся Гончара по специальности журналиста-международника.
Активно занимался автомобильным спортом, в 2014 году стал чемпионом Украины по трофи-рейдам и получил звание мастера спорта Украины.
С 2016 года принимал участие в антитеррористической операции и операциях Объединённых сил на востоке Украины.
После российского вторжения в Украину продолжил выполнять задания на разных участках фронта. В звании подполковника являлся командиром группы специального назначения 3-го отдельного отряда специального назначения «Омега» Центра специального назначения Национальной гвардии Украины.
3 июня 2023 года группа под его руководством попала в засаду российских войск в Харьковской области. Андрей Гусев пытался спасти их, но получил многочисленные огнестрельные ранения и выпал за борт лодки.
Похоронен в Днепре.

## Награды
- Звание «Герой Украины» с удостоением ордена «Золотая Звезда» (23 августа 2024, посмертно) — за личное мужество и героизм, проявленные в защите государственного суверенитета и территориальной целостности Украины, верность военной присяге[4].
- Орден Богдана Хмельницкого III степени (24 января 2024, посмертно) — за личное мужество и высокий профессионализм, проявленные в защите государственного суверенитета и территориальной целостности Украины, верность военной присяге[5].